# 丘
丘（おか）は、その周囲より高いが、山よりは低くかつ傾斜のゆるやかな地形である。丘には明らかに頂上がある。周囲より高くて平らな場所は高台（たかだい）と呼ぶ。
山と丘の区別は明確ではなく、この定義に当てはまる地形であっても「山」あるいは「山岳」と呼ばれる場合もある。
なお、多数の丘が連続して存在している所のことを丘陵（きゅうりょう）という。

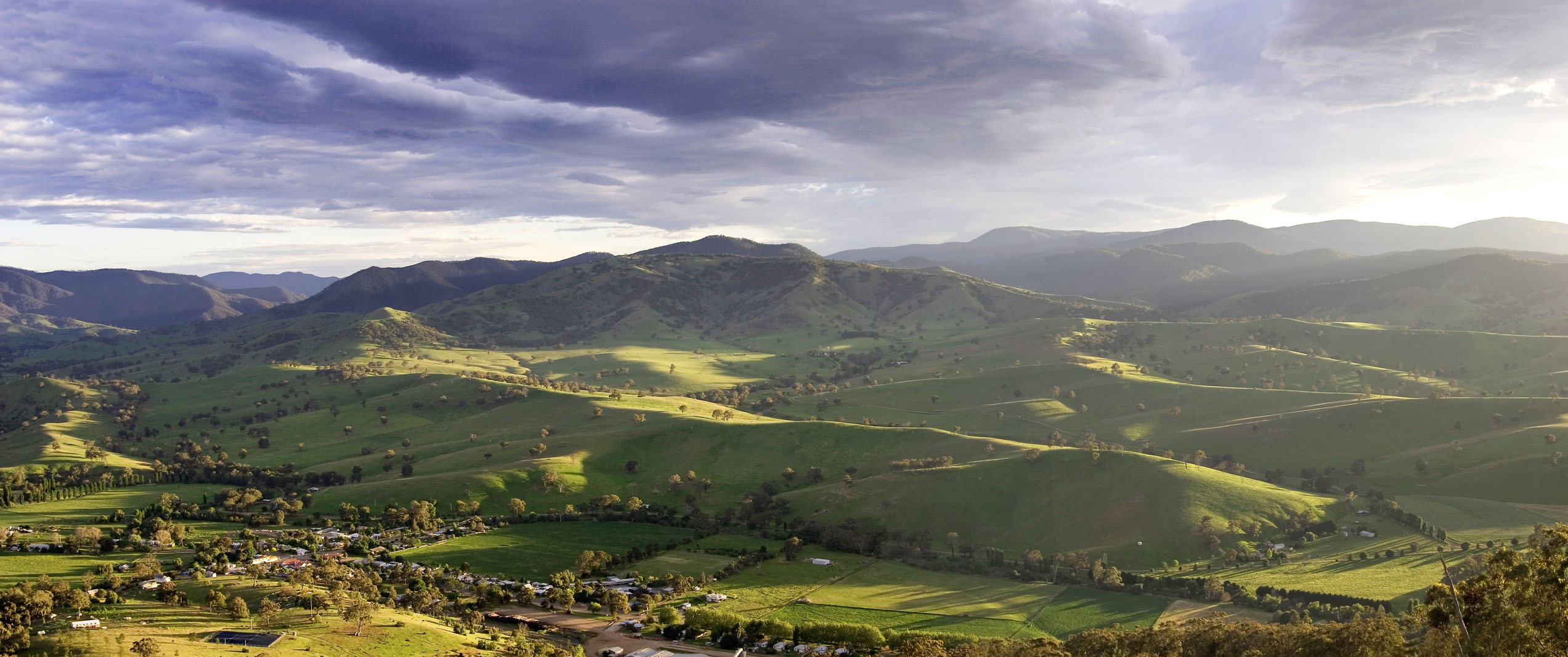
スウィフツ・クリークを取り囲む丘陵（オーストラリア ビクトリア州）

## 成因
成因としては火山性のものは少なく、多くは断層性のものや侵食に取り残された残丘（ざんきゅう）である。
また、人工的に作られた丘も多数存在する（築山、陵墓、古墳など）。

## ギャラリー
- Ptačí hrádek
- Whin Hill, Stacklawhill, North Ayrshire.
- Denbies vineyard and Box Hill
- Combe Raleigh, towards Dumpdon Hill
- Potter's Hill